# Saison 2019-2020 du Havre Athletic Club
Maillots
Chronologie
Saison précédente Saison suivante
- La saison 2019-2020 du Havre Athletic Club est la 38e saison du club en Ligue 2 et la 12e saison consécutive dans ce championnat.
- Lors de la saison 2018/2019, le club termina 7e de Ligue 2.
- L'équipe est dirigée depuis juin 2019 par Paul Le Guen.
- Les Normands participent également à la Coupe de la Ligue et à la Coupe de France.

À la suite de la Pandémie de Covid-19, le championnat de Ligue 2 est suspendu le 13 mars 2020.
Il est par la suite arrêté le 30 avril 2020 par la Ligue de Football Professionnel.

## Compétitions
| Championnat de France | Coupe de France                      | Coupe de la Ligue                 |
| --------------------- | ------------------------------------ | --------------------------------- |
| 6e 44 points          | Septième tour Face a l'USL Dunkerque | 1er tour Face au Clermont Foot 63 |
| 11V 11N 6D            | 0V 0N 1D                             | 0V 0N 1D                          |
| TOTAL: 11V 11N 2D     |                                      |                                   |

### Championnat

#### Journées 16 à 19
| Rang | Équipe                 | Pts | J  | G | N | P | Bp | Bc | Diff |
| ---- | ---------------------- | --- | -- | - | - | - | -- | -- | ---- |
| 5    | Valenciennes FC        | 30  | 19 | 8 | 6 | 5 | 15 | 11 | +4   |
| 6    | Clermont Foot 63       | 30  | 19 | 8 | 6 | 5 | 20 | 18 | +2   |
| 7    | Le Havre AC            | 29  | 19 | 7 | 8 | 4 | 29 | 20 | +9   |
| 8    | EA Guingamp            | 27  | 19 | 7 | 6 | 6 | 32 | 24 | +8   |
| 9    | FC Sochaux-Montbéliard | 27  | 19 | 7 | 6 | 6 | 20 | 15 | +5   |

#### Journées 25 à 29
| Rang | Équipe           | Pts | J  | G  | N  | P | Bp | Bc | Diff |
| ---- | ---------------- | --- | -- | -- | -- | - | -- | -- | ---- |
| 4    | ESTAC Troyes     | 51  | 28 | 16 | 3  | 9 | 34 | 25 | +9   |
| 5    | Clermont Foot 63 | 50  | 28 | 14 | 8  | 6 | 35 | 25 | +10  |
| 6    | Le Havre AC      | 44  | 28 | 11 | 11 | 6 | 38 | 25 | +13  |
| 7    | Valenciennes FC  | 42  | 28 | 11 | 9  | 8 | 24 | 20 | +4   |
| 8    | EA Guingamp      | 39  | 28 | 10 | 9  | 9 | 40 | 33 | +7   |

### Coupe de La Ligue
La Coupe de France 2019-2020 est la 26e édition de la Coupe de la Ligue, compétition à élimination directe organisée par la Ligue de football professionnel (LFP) depuis 1994, qui rassemble uniquement les clubs professionnels de Ligue 1, Ligue 2 et National. Depuis 2009, la LFP a instauré un nouveau format de coupe plus avantageux pour les équipes qualifiées pour une coupe d'Europe.

### Coupe de France
La Coupe de France 2019-2020 est la 103e édition de la Coupe de France, une compétition à élimination directe mettant aux prises les clubs de football amateurs et professionnels à travers la France métropolitaine et les DOM-TOM. Elle est organisée par la FFF et ses ligues régionales.

#### Résultats par journée
| Terrain   | E  | D  | E  | E  | D  | E   | D  | E  | D  | E  | D  | E  | D  | E  | D  | E  | D  | E  | D  | E  | D  | D  | E  | D  | E  | D  | E  | D  |
| Résultats | N  | N  | V  | V  | V  | V   | N  | N  | D  | D  | N  | N  | N  | D  | V  | V  | V  | D  | N  | V  | V  | N  | N  | N  | D  | D  | V  | V  |
| Points    | 1  | 2  | 5  | 8  | 11 | 14  | 15 | 16 | 16 | 16 | 17 | 18 | 19 | 19 | 22 | 25 | 28 | 28 | 29 | 32 | 35 | 36 | 37 | 38 | 38 | 38 | 41 | 44 |
| Place     | 9e | 9e | 6e | 3e | 2e | 1er | 2e | 2e | 4e | 5e | 6e | 6e | 7e | 9e | 6e | 5e | 5e | 6e | 7e | 6e | 5e | 6e | 6e | 6e | 6e | 7e | 6e | 6e |

## Joueurs et encadrement technique

### Effectif professionnel actuel
Le tableau suivant dresse la liste des joueurs faisant partie de l'effectif havrais pour la saison 2019-2020.

## Autres équipes

### Équipe féminine (D2)
Le 12 mars 2020, la compétition est suspendue par la Fédération Française de Football en raison de la pandémie relative à la COVID-19. La compétition est définitivement arrêtée le 16 avril 2020 ; la fixation des classements est faite selon le quotient nombre de points obtenus / nombre de matchs joués. Le titre de champion n'est pas décerné ; la Phase d'Accession Nationale étant annulée, les équipes terminant à la dixième place de chaque groupe sont maintenues.